# Bruno Girard
Pour les articles homonymes, voir Girard.
Bruno Girard est un boxeur professionnel français né à Blois le 25 novembre 1970.

## Palmarès
48 combats: 42 victoires dont 7 avant la limite, 2 nuls et seulement 4 défaites.
- Champion de France des super-moyens de 1996 à 1998.

- Champion d'Europe des super-moyens le 10 avril 1999 à Paris en battant le russe Andreï Shalikov aux points, 1 défense victorieuse. Il abandonne ensuite son titre européen pour se consacrer à une chance mondiale sous l'égide de Louis Acariès, son nouvel entraîneur.

- Champion du monde WBA des super-moyens le 8 avril 2000 à Paris en battant l'américain Byron Mitchell.

- Champion du monde WBA régulier[1] des mi-lourds du 22 décembre 2001 (en battant l'américain Robert Koon par arrêt de l'arbitre à la 11e reprise à Orléans) au 8 mars 2003 (en perdant face au français Medhi Sahnoune par arrêt de l'arbitre à la 7e reprise à Marseille)[2].

## Anecdote
Bruno Girard prend en charge les classes de l'école primaire de Pruniers-en-Sologne dans laquelle il s'occupe de l'éducation physique et sportive des écoliers.